# Hermann Peter (Bildhauer)
Hermann Peter (* 19. August 1871 Solothurn; † 1. November 1930) war ein Schweizer Bildhauer und Medailleur.

## Leben und Werk
Hermann Peter war ein Sohn des Gipsfabrikanten Georg Peter und der aus Balsthal stammenden Lina, geborene Winistörfer. Mit seinem drei Jahre älteren Bruder Robert Hieronymus Peter wuchs er im Elternhaus an der Schaalgasse 16 in Solothurn auf. 1889 trat er eine Bankenlehre an, die er zwei Jahre später abbrach, um als Volontär in einem Baugeschäft in Vevey zu arbeiten. Neben den alltäglichen Arbeiten begann er dekorative Werke an zu fertigen. Wieder in Solothurn bildete er sich zwei Jahre an der Handwerkerschule weiter. 1895 wurde ihm für seinen Fleiss eine silberne Medaille verliehen. Anschliessend zog er nach Zürich und arbeitete im Bildhauergeschäft Vicari. Zudem besuchte er die Kunstgewerbeschule Zürich und belegte das Fach Zeichnen.
1897 besuchte Peter in München eine Abteilung der gewerblichen Fortbildungsschule und studierte ab April 1898 drei Semester Bildhauerei an der Akademie der Bildenden Künste München.
Es folgte eine Studienreise nach Rom. 1901 zog er nach Paris. Sein Atelier befand sich in der  Rue Vercingétorix 3. Dort arbeitete er mit verschiedenen Materialien und schuf allegorische Figuren und Büsten. Besondere Beachtung fanden die im Grand Palais des Champs-Elysées ausgestellten vier allegorischen Bildwerke Das Echo, Die Quelle, Das Erwachen und Der Schmerz.
1911 erhielt Peter den Auftrag, eine Portraitmedaille für Prinz Adalbert von Preussen zu schaffen. Dieser gestattete Peter die Medaille während der Berliner Kunstausstellung im Kronprinzenpalais auszustellen. Später unterrichtete er Modellieren an der gewerblichen Fortbildungsschule in Solothurn. 1929 zog er nach Luzern. 
Peter war mit Maria Anna, geborene Kofler, verheiratet. Vor dem Kunstmuseum Solothurn steht eine von ihm geschaffene Büste für den Schriftsteller Joseph Joachim.